# Basílica de San José Obrero (Barbacena)
La Basílica de San José Obrero (en portugués: Basílica São José Operário) es un templo católico en Se encuentra en Barbacena, Minas Gerais en Brasil. Construida a partir de 1950 y terminado alrededor de 1958, tiene la forma de una cruz griega. Fue elevado a basílica el 25 de septiembre de 1965 y registrada por el Decreto Municipal N.º 3908 de 21 de mayo de 1999. Pertenece a la Arquidiócesis de Mariana y su actual párroco es Canon Antonio Eustaquio Barbosa. La basílica posee una vista privilegiada de toda la ciudad y en cualquier lugar de la ciudad se le puede ver. 
La basílica de San José, el obrero fue inicialmente diseñada para ser una pequeña réplica de la basílica de San Pedro en el Vaticano, en Roma. Pero por algunas razones como la falta de ingresos tiene sólo la apariencia de una cruz griega. La basílica posee una arquitectura moderna. En su interior posee rasgos del Renacimiento y el Barroco. 